# Deja McClendon
Deja McClendon est une joueuse de volley-ball américaine née le 27 juin 1992 à Cincinnati (Ohio). Elle mesure 1,85 m et joue au poste de réceptionneuse-attaquante.

## Clubs
| Club                  | De        | À         |
| --------------------- | --------- | --------- |
| Penn State University | 2010-2011 | 2012-2013 |
| İqtisadçı VK          | jan 2014  | mai 2014  |
| Atom Trefl Sopot      | 2014-2015 | 2014-2015 |
| MKS Dąbrowa Górnicza  | 2015-2016 | …         |

## Palmarès
- Coupe de Pologne
  - Vainqueur : 2015.
- Coupe de la CEV
  - Finaliste : 2015.
- Championnat de Pologne
  - Finaliste : 2015.